# 1110

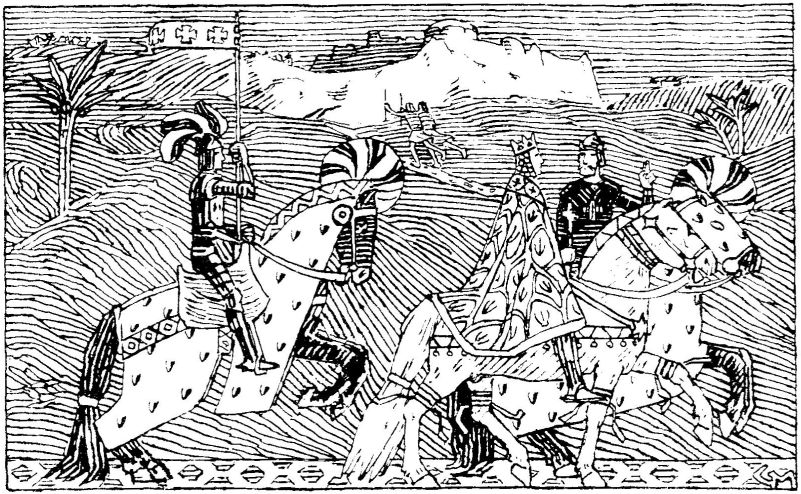
Boudewijn II van Jeruzalem en Sigurd I van Noorwegen

Het jaar 1110 is het 10e jaar in de 12e eeuw volgens de christelijke jaartelling.

## Gebeurtenissen
- Boudewijn I van Jeruzalem verovert Beiroet en, met hulp van Sigurd I van Noorwegen (4 december) Sidon. Eustatius I Grenier wordt de eerste heer van Sidon.
- 24 januari - Slag bij Valtierra: Alfons I van Aragón verslaat de Spaanse islamieten.
- Emir Abd al-Malik Imad ad-Dawla wordt verdreven uit de taifa Zaragoza en sticht de taifa Rueda.
- Hugo II van Le Puiset wordt graaf van Jaffa en Ascalon
- Keizer Hendrik V dwingt bisschop Odo van Doornik zich terug te trekken in een klooster.
- De kathedraal van York wordt voltooid.
- De bouw van de Dom van Ribe wordt begonnen.
- Voor het eerst genoemd: Groot-Bijgaarden, Moerkerke, Stavele, Volkegem, Zuienkerke

## Opvolging
- Armagnac - Bernard III opgevolgd door zijn zoon Gerolt III
- Maine - Eli I opgevolgd door zijn dochter Ermengarde
- Ponthieu - Robert II van Bellême opgevolgd door zijn zoon Willem I (jaartal bij benadering)
- Aartsbisdom Rouen - Willem Bonne-Âme opgevolgd door Geoffrey Brito
- Toulouse en Rouergue - Alfons Jordaan opgevolgd door Willem IX van Aquitanië

## Geboren
- 25 juli - Alfons I, hertog, later koning van Portugal (1112/1139-1185)
- Düsum Khyenpa, eerste gyalwa karmapa
- Euphrosyne van Polatsk, Wit-Russisch prinses en heilige
- Jan I, graaf van Vendôme
- Phagmo Drupa Dorje Gyalpo, Tibetaans boeddhistisch leraar
- Hodierna van Rethel, echtgenote van Raymond II van Tripoli
- Stefaan, Armeens generaal
- Alice van Anjou, Frans edelvrouw (jaartal bij benadering)
- Alice van Rethel, echtgenote van Bohemund II van Antiochië (jaartal bij benadering)
- Clarembaldus van Atrecht, Zuid-Nederlands theoloog (jaartal bij benadering)
- Engelram II, heer van Coucy (jaartal bij benadering)
- Willem III, graaf van Bourgondië en Mâcon (jaartal bij benadering)

## Overleden
- 9 februari - Willem Bonne-Âme, aartsbisschop van Rouen
- 11 juli - Eli I, graaf van Maine
- Beatrix van Poitou, echtgenote van Alfons VI van León, Galicië en Castilië
- Bernard III, graaf van Armagnac
- Godschalk I, graaf van Lohn
- Koenraad I, heer van Wirtemberg (jaartal bij benadering)